# William Marshall
William C. Marshall (16 de janeiro de 1885 – 25 de abril de 1943) foi um diretor de fotografia norte-americano nascido na Turquia. Sua carreira começou em 1916 e terminou em 1930. Tornou-se diretor de fotografia trabalhando em alguns filmes mais populares de Hollywood, em filmes mudos como The Sheik (1921), com Rodolfo Valentino.

## Filmografia selecionada
- Daughter of the Gods (1916)
- The Little Boy Scout (1917)
- Little Miss Hoover (1918)
- Secret Service (1919)
- The Sheik (1921)
- Moran of the Lady Letty (1922)
- The Ghost Breaker (1922)
- American Manners (1924)
- Stranded in Paris (1926)
- Hula (1927)
- Hot News (1928)